# الدوري النمساوي 1958–59
الدوري النمساوي الممتاز 1958–59 (بالألمانية: Österreichische Fußballmeisterschaft 1958/59)‏ هو الموسم 48 من بوندسليغا النمسا لكرة القدم. أشرف على تنظيمه اتحاد النمسا لكرة القدم، وكان عدد الأندية المشاركة فيه 14، وفاز فيه نادي فينر.